# .300 Weatherby Magnum

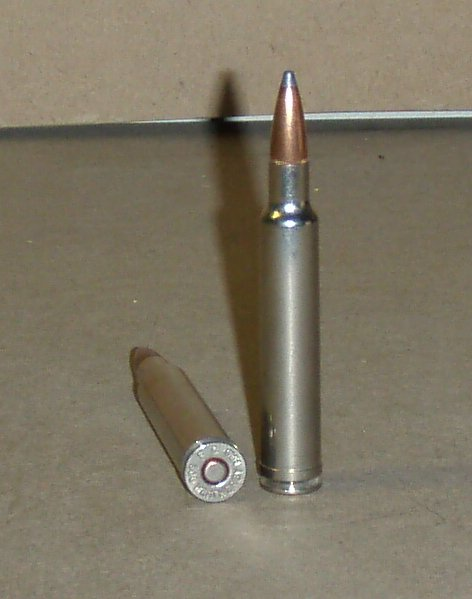
O .300 Weatherby Magnum

O .300 Weatherby Magnum é um cartucho de fogo central cinturado em forma de "garrafa" no calibre .30 criado por Roy Weatherby em 1944 e produzido pela Weatherby. Ele se tornou o mais popular de todos os cartuchos Weatherby, e é de uso corriqueiro pelos caçadores de animais de grnde porte em todo o mundo.

## Antecedentes
Roy Weatherby já tinha experiência com outros cartuchos personalizados, como o seu próprio .270 Weatherby Magnum quando criou o .300 Weatherby. Como a maioria de seus outros cartuchos magnum, este é baseado no estojo do .300 H&H Magnum, usando o ombro de raio duplo exclusivo da Weatherby. O .300 Weatherby Magnum foi criado em 1944, e lançado no mercado em 1963.
Nos últimos anos, Remington, Winchester e Ruger produziram rifles deste calibre, e a maioria dos principais fabricantes de munições agora fornecem cargas de fábrica.